# Max (漫画)
Max (漫画)，是漫威漫画专门制作限制级漫画的漫画书。于2001年推出后，该漫画书的推出为漫威首次打破漫画准则管理局的制度并建立了自己的评级系统。

## 旗下漫画
- 《别名》（2001年）
- 《Apache Skies》 （2002年）
- 《黑寡妇：Pale Little Spider》（2002年）
- 《刀锋战士》（2002年）
- 《卢克·凯奇》（2002年）
- 《死侍MAX》（2010年）[3]
- 《Dead of Night Featuring》
  - 《类人体》（2008年）[4]
  - 《魔神杀手》（限量系列，2008年）[5][6]
  - 《Werewolf by Night》（限量系列，2009年）[7]
- 《The Destroyer》（5篇限量系列，2009年）[8][9]
- 《Doctor Spectrum》
- 《Dominic Fortune》（2009年）[10]
- 《永恒》
- 《Foolkiller》（有限系列，2007年）[11][12]
- 《Foolkiller：白衣天使》（限量系列，2008年）
- 《尼克·弗瑞》（2001年）
- 《尼克·弗瑞》第2卷（2012年）
- 《Haunt of Horror》
  - 《埃德加·爱伦·坡》（3篇迷你系列，2006年）[13]
  - 《霍华德·菲利普斯·洛夫克拉夫特》（3篇迷你系列，2008年）[14]
- 《Hellstorm：撒旦之子》（2006年）[15][16]
- 《The Hood》（2002年）
- 《霍华德怪鸭》（限量系列，2002年）
- 《马克思佩恩3》（2013年）
- 《Fantomex》（2013年）
- 《惩罚者：诞生》（限量系列，2003年）
- 《惩罚者》
- 《Rawhide Kid: Slap Leather》（2003年）
- 《智尚：功夫大师》
- 《Strange Tales MAX》（限量系列，2009年）
- 《斯塔尔的杀手》（2009年）[17][18]
- 《Supreme Power（2006年以前身Squadron Supreme移至漫威漫画）
- 《Supreme Power: Hyperion》
- 《Supreme Power: Nighthawk》
- 《恐怖有限公司》（2007年，限量系列）
- 《恐怖有限公司:Apocalypse Soon》（2009年）
- 《托尔：维京人》（2003年，限量系列）
- 《战争是地狱：幽灵老鹰的首次飞行》（2008年）[19][20]
- 《美国战争机器》和《美国战争机器2.0》
- 《智慧》（2007年）
- 《金刚狼MAX》（2012年）
- 《X战警：凤凰 - 火之遗产》（2003年）
- 《僵尸》（限量系列，2006）[21]和《僵尸：西蒙·加斯》（2007年）

## 外部連結
- 漫画书数据库：MAX
- Marvel.com （页面存档备份，存于）